# Звонимир Мрконіч
Звонимир Мрконіч (хорв. Zvonimir Mrkonjić; нар. 6 червня 1938, Спліт) — хорватський академік, драматург, поет, перекладач.

## Життєпис
Народився і виріс у Спліті, переїхавши після закінчення середньої школи в Загреб. 1961 року в Загребському університеті одержав подвійний диплом із порівняльного літературознавства та французької мови.
Ще під час навчання в університеті захопився театром і поезією. Відтак в Академії драматичного мистецтва Загребського університету вивчав режисуру, був одним з останніх студентів відомого хорватського режисера Бранка Гавелли. Пізніше кілька років працював драматургом і режисером у драматичному театрі імені Гавелли.
Був редактором тижневика культури і політики Telegram та театрального часопису Prolog.
Член Хорватського товариства письменників. 2006 року став дійсним членом Хорватської академії наук і мистецтв. Володар премії Владимира Назора 2008 року.

## Твори
- Gdje je što (поезії), Zagreb, 1962
- Zemljovid (поезії), Zagreb, 1964
- Dan (поезії), Split, 1968
- Šćap mlohavih (поема), Zagreb, 1970
- Izum beskraja (літературний огляд), Zagreb, 1971
- Suvremeno hrvatsko pjesništvo (упорядкування / тексти), Zagreb, 1972
- Puncta (уривки), Zagreb, 1972
- Knjiga mijena (поезії), Zagreb, 1972
- Bjelodano crnonoćno (поезії), Zagreb, 1976
- Nadnevak (поезії), Zagreb, 1977
- Zvonjelice (поезії), Zagreb, 1980
- Sustav i slika (літературний огляд), Zagreb, 1980
- Opscenacija (поезії), Zagreb, 1985
- Ogledalo mahnitosti (театральний огляд), Zagreb, 1985
- Mješte hljeba (поезії), Zagreb, 1986
- Divlji bog / Dieu sauvage (поезії), Zagreb, 1987
- Crna kutija (поезії), Zagreb, 1988
- Pisma u bijelo (поезії), Zagreb, 1989
- Izvanredno stanje (літературний огляд), Zagreb, 1991
- Put u Dalj (поезії), Zagreb, 1992
- Šipanski soneti (поезії), Zagreb 1992;
- Naša ljubavnica tlapnja (антологія, з Хрвоє Пеяковичем і Андріаном Шкунцем), Zagreb, 1992
- San, magla i ništa (поезії), Zagreb, 1996
- Kao trava (поезії), Zagreb, 1988
- Antologija francuskog pjesništva (з Мірком Томасовичем), Zagreb, 1998
- Gonetanje gomile (поема), Zagreb, 2002
- Maslina u čistopisu (вибрані поезії), Zagreb, 2004
- Međaši, hrvatsko pjesništvo XX. stoljeća (антологія), Zagreb, 2004
- Sonet sonetom (поезії), Zagreb, 2005.
- Nasumce na sunce, Zagreb, 2006.
- Trubaduri (з Мірком Томасовичем)